# Santa Marta (Alcoutim)
Santa Marta é uma aldeia do concelho de Alcoutim, distrito de Faro, no sotavento algarvio.
A localidade divide-se em duas zonas, conhecidas como Monte de Cima e Monte de Baixo. 
O principal local de encontro da aldeia é o Centro Cultural, Recreativo e Desportivo de Santa Marta. Fundado a 26 de fevereiro de 1981, organiza uma festa  anual e acolhe o único café da aldeia.
Santa Marta tem uma pequena igreja, construída na década de 90 do século XX, depois de a antiga ter ficado bastante danificada devido a um temporal.
A localidade teve uma escola primária, que foi desativada na década de 80 do século XX.